# Condado de Woodford (Kentucky)
O Condado de Woodford é um dos 120 condados do estado americano de Kentucky. A sede do condado é Versailles, e sua maior cidade é Versailles. O condado possui uma área de 497 km² (dos quais 3 km² estão cobertos por água), uma população de 23 208 habitantes, e uma densidade populacional de 47 hab/km² (segundo o censo nacional de 2000). O condado foi fundado em 1788. O condado proíbe a venda de bebidas alcoólicas.